# می‌تری
مِی‌تری (کره‌ای: 메이트리؛ انگلیسی: Maytree) یک گروه پنج نفره آکاپلا اهل کره جنوبی است.

## اعضا
اعضای فعلی گروه:
- جانگ سانگ این، وکال پرکاشن
- کانگ سو کیونگ، آلتو
- کوان یونگ هون، تنور
- کیم وون جونگ، بیس
- لیم سو یون، سوپرانو